# Capela de Santa Bárbara (Trevões)
A Capela de Santa Bárbara situa-se no fundo da vila de Trevões, para poente num pequeno largo, localização pouco vulgar uma vez que a padroeira das trovoadas constuma-se localizar em sítios altos.
No exterior da capela estão as palmas do martírio e inscrita a data de 1686.
O interior, de reduzidas dimensões, guarda retábulo de talha dourada onde está colocada a imagem de Santa Bárbara, de madeira estofada.